# Branko Ve Poljanski
Branko Ve Poljanski, pravim imenom Branislav Virgilije Micić (Sošice kraj Jastrebarskog, Žumberak, 22. listopada 1898. - Pariz, 1940. ili 1947.), pjesnik i slikar, s bratom Ljubomirom Micićem vođa srpsko-hrvatskog avangardnog (nadrealističkog i antidadaističkog) pokreta zenitizam.
Branko Ve Poljanski pseudonim je uzeo po selu Majske Poljane kraj Gline na Baniji, gdje je odrastao. U Zagrebu je polazio Učiteljsku školu, ali je nije završio. Radio je u kazalištima u Trstu i Ljubljani. Sav njegov književni opus nastaje od 1921. do 1927. godine u Zagrebu, Beogradu, Ljubljani i Pragu. U Ljubljani 1921. pokreće časopis Svetokret, "list za ekspediciju na Severni pol čovekovog duha", a u Zagrebu filmsku reviju Kinofon (1921-22); 1921. izdaje publikaciju Dada-jok, a 1922. jedan broj Zenit-ekspresa. U Pragu je organizirao umjetnički klub "Zenit", šireći zenitističke ideje, te sudjelovao u avangardnom teatru (Revolucionarna scena). Bio je najagilniji suradnik zagrebačko-beogradskog avangardnog časopisa Zenit (Zagreb, 1921. – 23. - Beograd, 1924. – 26.) Ljubomira Micića, gdje je objavio najveći dio svojih pjesama. Njegov roman 77 samoubica (Zagreb, 1923.) i zbirka pjesama Panika pod suncem (Beograd, 1923.) bili su predstavljeni na Izložbi revolucionarne umjetnosti Zapada u Moskvi 1926. godine.
Godine 1927. raskida s književnom djelatnošću, 17. srpnja u Beogradu gdje je na Terazijama razdijelio 2000 primjeraka svojih knjiga Tumbe i Crveni petao. Od 1927. živi u Parizu, gdje se bavi slikarstvom. Umro je u Parizu nakon 1930. ili 1932., prema nekim izvorima zadnji spomen o njemu potječe iz 1940., a neki izvori kao godinu smrti navode 1947.

## Vanjske poveznice
Branko Ve Poljanski u Virtualnom muzeju avangarde - Kolekciji Marinka Sudca